# 蝉封
蝉封（?—?），西汉时代大宛的国王。
毋寡为大宛国王，蝉封是他的弟弟。前101年，汉武帝派遣贰师将军李广利率军十余万伐大宛，大宛贵族最后被迫杀死国王毋寡求和，亲汉大宛贵族昧蔡被立为大宛国王。一年多后，大宛贵族认为昧蔡过于讨好汉朝，遂发动政变杀死昧蔡，另立蝉封为国王。于是派蝉封的儿子到汉朝充当人质。蝉封和汉朝相约定，每年向汉朝进献天马（汗血马）两匹，汉朝使者也在大宛采摘葡萄、苜蓿种子归汉，汉武帝令人种植在离宫之旁。